# B円

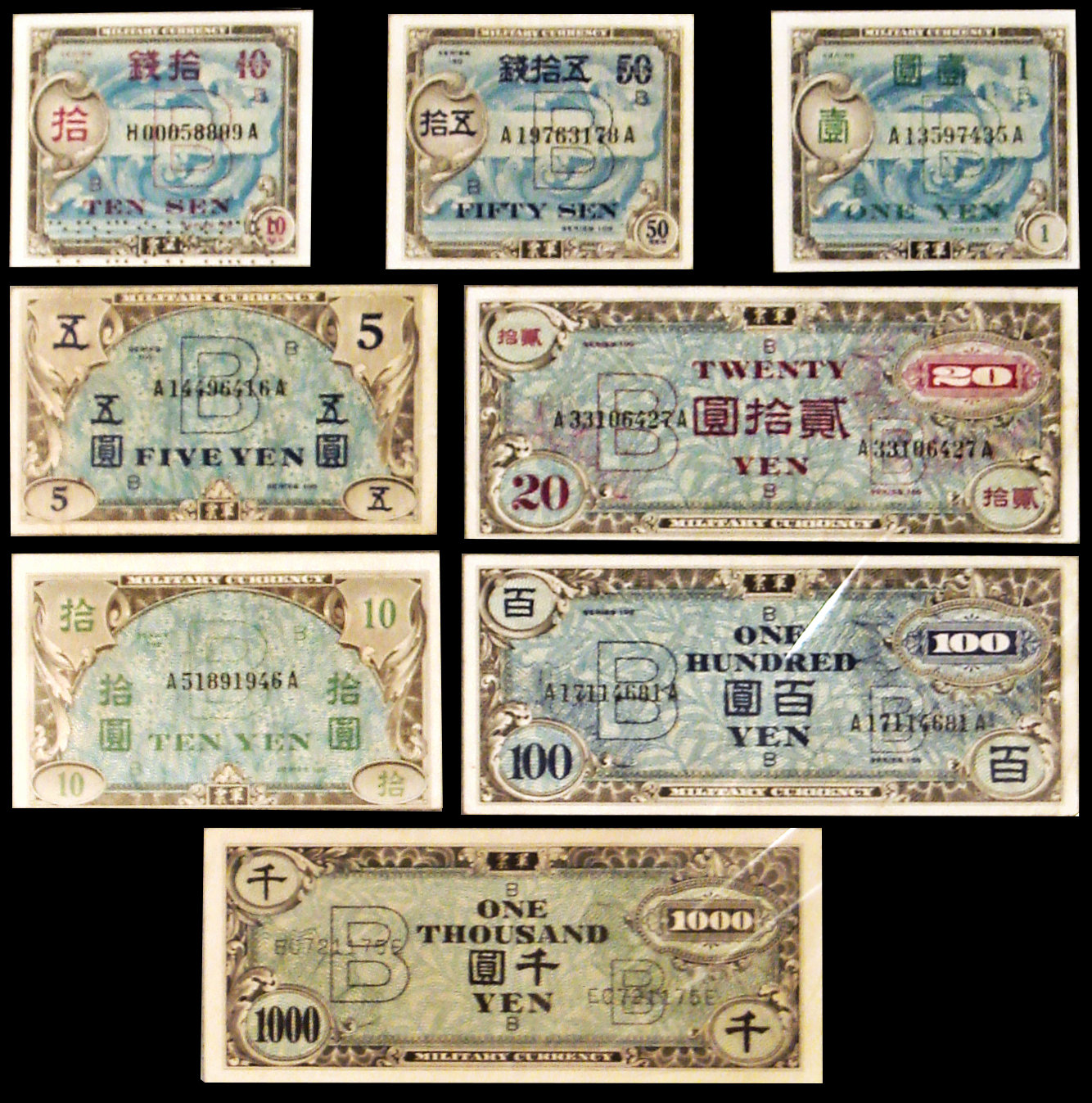
B型軍票

B円（ビーえん）は、1945年から1958年9月まで、米軍占領下の沖縄県全域や鹿児島県奄美群島（トカラ列島含む）で、通貨として流通したアメリカ軍発行の軍用手票（軍票）。これらの地域においては、1948年から1958年まで唯一の法定通貨だった。日本国内で法定通貨とされた唯一の外国軍票であり、本土地域でも1945年から1948年にかけて短期間ではあるが少量流通している。
琉球列島米国軍政府（のちの琉球列島米国民政府）による正式名はB型軍票。日本政府の官報公示上はB号円表示補助通貨と称していた。B式軍票、B号軍票、B円軍票、B軍票と呼ばれることもあるが、全て同じものを指す。英語表記はType "B" Military Yenで、Type "B" Yen、Yen B type、B-yenなどとも表記される。

## 概要
正確には連合国の共通軍票であるAMC（Allied Military Currency）軍票の1種であり他の連合国にも発行権があったが、日本に駐留した占領軍はアメリカ軍主体だったため、他国の軍による円建ての軍票は発行されなかった。当初のB円はアメリカ国内で印刷されたが、千円券などの末期に製造されたものは日本の印刷局で印刷されたものもある。硬貨はなく全て紙幣であり、デザインは人物肖像や風景などの具象的なものではなく彩紋模様のみであったが、これは主に朝鮮半島のアメリカ軍占領地域で使用されたA円の軍票と共通したものであった。
後述の紆余曲折を経て、1958年9月16日に琉球列島米国民政府高等弁務官布令第14号「通貨」によって廃止された。同日から通貨交換が実施され（レートは1ドル = 120B円）、数度の期間延長の後に最終的に同年11月29日まで通貨交換が行われた。
なお、これ以前に日本国内で流通した軍票には西南戦争で西郷軍が発行した通称西郷札がある。

## 規格

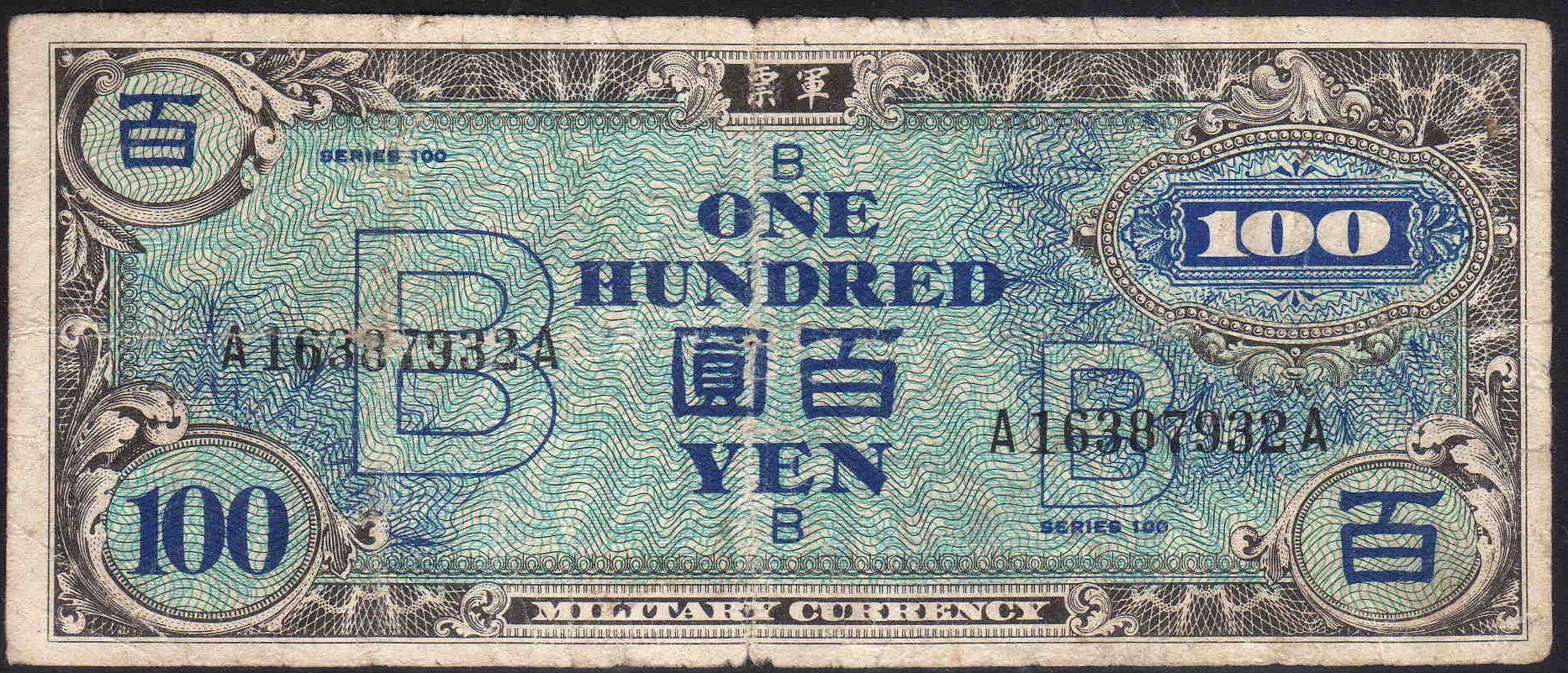
B型軍票 百円券（表面）

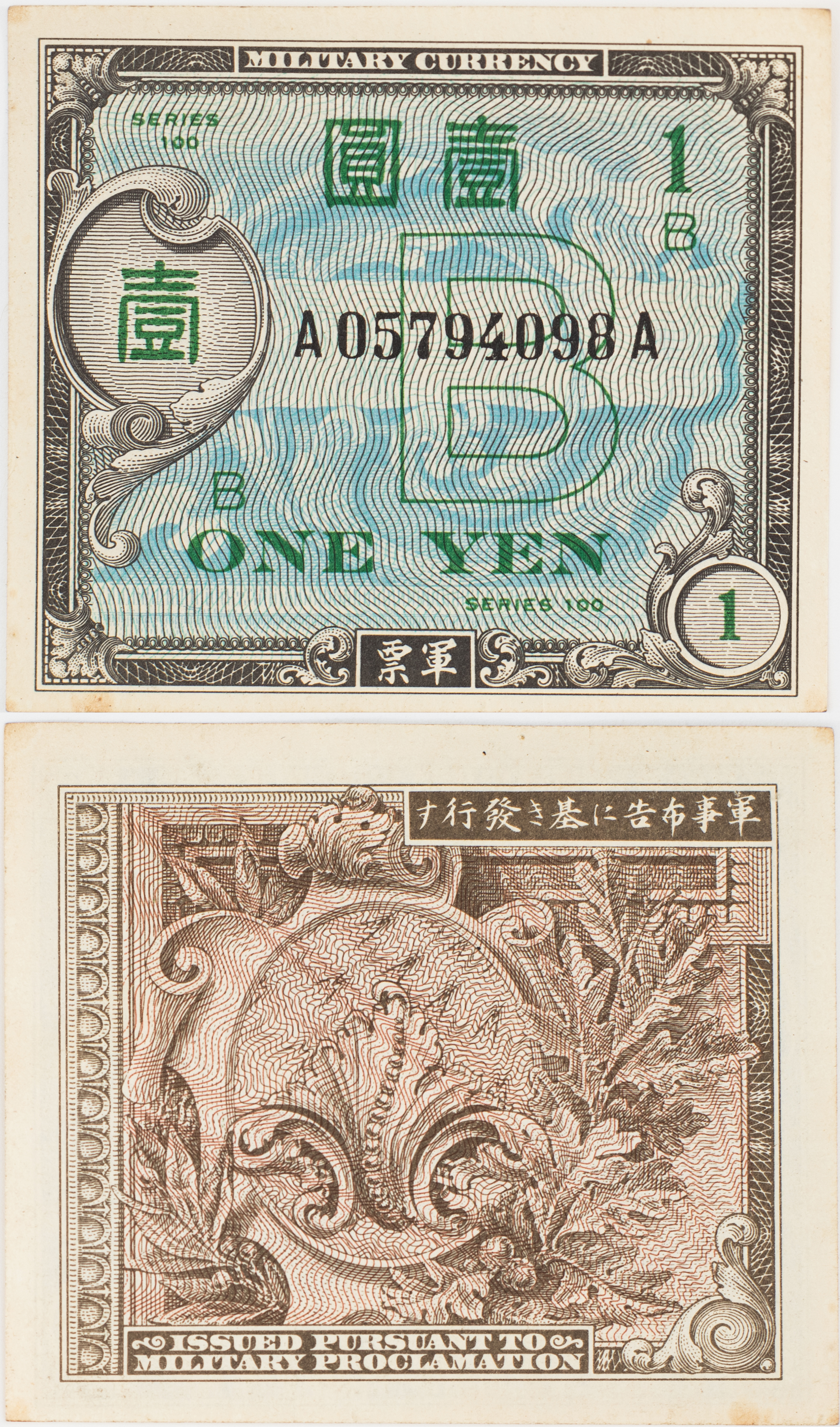
B型軍票 壱円券

### 券種
下表の通り、千円券から拾銭券までの8種類の券種が製造発行された。
百円券から拾銭券までの7券種については、後述の通り終戦直後の1945年9月24日に日本銀行券、小額政府紙幣、補助貨幣、臨時補助貨幣と等価に通用する日本の法定通貨の1種として大蔵省告示第360号「聯合國占領軍ノ發行ニ係ル｢B｣號圓表示補助通貨ノ見本略圖」で様式が公示されている。
千円券については、1951年12月24日から米軍占領下の沖縄県全域・鹿児島県の一部（奄美群島・トカラ列島）のみで発行されており本土地域では流通していない。
| 名称     | 額面           | 寸法 （mm） | 文字色 | 発行                                              | 廃止                                    | 製造国     |
| -------- | -------------- | ----------- | ------ | ------------------------------------------------- | --------------------------------------- | ---------- |
| 千円券   | 千圓（1000円） | 67×157      | 黒色   | 1951年12月24日                                    | 1958年9月20日                           | 日本       |
| 百円券   | 百圓（100円）  | 67×157      | 群青色 | 1945年9月24日 （実質的な使用開始は1945年6月11日） | 1958年9月20日 （本土では1948年7月15日） | 米国       |
| 弐拾円券 | 貳拾圓（20円） | 67×157      | 赤紫色 | 1945年9月24日 （実質的な使用開始は1945年6月11日） | 1958年9月20日 （本土では1948年7月15日） | 米国       |
| 拾円券   | 拾圓（10円）   | 67×111      | 萌黄色 | 1945年9月24日 （実質的な使用開始は1945年6月11日） | 1958年9月20日 （本土では1948年7月15日） | 米国       |
| 五円券   | 五圓（5円）    | 67×111      | 群青色 | 1945年9月24日 （実質的な使用開始は1945年6月11日） | 1958年9月20日 （本土では1948年7月15日） | 米国・日本 |
| 壱円券   | 壹圓（1円）    | 67×78       | 緑色   | 1945年9月24日 （実質的な使用開始は1945年6月11日） | 1958年9月20日 （本土では1948年7月15日） | 米国・日本 |
| 五拾銭券 | 五拾錢（50銭） | 67×78       | 群青色 | 1945年9月24日 （実質的な使用開始は1945年6月11日） | 1958年9月20日 （本土では1948年7月15日） | 米国       |
| 拾銭券   | 拾錢（10銭）   | 67×78       | 赤紫色 | 1945年9月24日 （実質的な使用開始は1945年6月11日） | 1958年9月20日 （本土では1948年7月15日） | 米国       |

### 図柄
いずれの券種ともデザインは人物肖像や風景などの図柄は無く表面・裏面ともに唐草模様と彩紋模様のみで構成されており、寸法が同じ券種についてはほぼ同じ図案となっている。
表面には日本語と英語で「軍票」「MILITARY CURRENCY」、裏面には日本語と英語で「軍事布告に基き發行す」「ISSUED PURSUANT TO MILITARY PROCLAMATION」という文言が記載されており、B型軍票であることを示す「B」の袋文字が表面に大きく印刷されている。また額面表記は英語表記、漢字表記、アラビア数字表記の3種類の表記となっている。発行者や兌換保証、製造者を示す表記は一切無く、発行権者の印章や署名等の記載もない。
記番号については、千円券以外の券種はいずれも英字1文字＋アラビア数字8桁＋英字1文字の形式となっており、千円券のみ英字1文字＋アラビア数字6 - 7桁＋英字1文字である。弐拾円券以上の券種は2箇所、拾円券以下の券種は1箇所に黒色で印字されている。

### 用紙・透かし
券面の寸法はアメリカ合衆国ドル紙幣と類似した規格のものとなっている。透かしは入っていないが、これも当時のアメリカ合衆国ドル紙幣と同様である。

### 版式刷色
使用色数は、千円券以外の券種はいずれも表面5色（内訳は輪郭1色、文字1色、地模様2色、記番号1色）、裏面2色（内訳は輪郭1色、地模様1色）となっており、千円券に限り表面5色（内訳は凹版印刷による輪郭・文字1色、地模様3色、記番号1色）、裏面2色（内訳は輪郭1色、地模様1色）となっている。百円券以下の券種については、表面の文字色を除き同じ刷色で印刷されている。

## 沖縄県、奄美群島とB円
明治以降第二次世界大戦末期まで、本土地域と同じく日本円の通貨（紙幣・硬貨）が用いられていた。しかしながら沖縄への米軍進攻開始以降、これらの地域では世界的にも例のない27年間に5回もの頻度で通貨切替と通貨制度の変更が行われることとなった。本項ではB円を中心に前後の通貨制度の変遷も含めて記述する。

### 無通貨時代
沖縄本島周辺では沖縄戦による甚大かつ壊滅的な被害と社会基盤の荒廃が原因で経済活動が完全に破壊されて消滅していたため、1945年4月以降のアメリカが占領した直後にはいずれの通貨も流通せず、アメリカ軍による無償の配給と物々交換による取引が行われており、無通貨時代と呼ばれる。生き残った住民はアメリカ軍により収容所に収容されて食糧や衣類など必要最低限の物品の配給を受ける代わりに、アメリカ軍の雑役作業に駆り出されることとなり、アメリカ軍の政策により一切の金銭取引や企業活動が凍結された。これにより長年定着していた貨幣経済が完全に停止されて原始的とも言える物々交換を余儀なくされたが、これは近現代では極めて異例のことである。なおこの当時は、米国製のタバコが価値の尺度としてよく用いられていた。
当初アメリカ軍は、従前から流通していた日本円（旧円）と併用して占領後にB型軍票を補助的な法定通貨として発行する計画を進めており、事前に大量のB型軍票をアメリカ国内で製造して日本周辺に持ち込んでいた。1945年6月以降、慶良間諸島の座間味島においてB型軍票が実験的に使用されたものの、沖縄本島周辺では前述の通り実態として通貨が機能しない状況に陥っていたためこの時点では発行には至らなかった。
沖縄本島と比較すると戦争の被害が幾分小さかった八重山列島や久米島などその他の地域では貨幣経済が継続しており、日本円（旧円）やそれと等価の台湾銀行券・朝鮮銀行券に加え、地域によっては久米島紙幣などの地域通貨が若干流通していた。また八重山列島では従来から使用されていた日本円（旧円）に所定の印章を押印したもの以外は無効化する政策が取られるなど、地域ごとに異なる通貨政策が取られていた。

### 第一次通貨交換
1946年3月25日に公布された琉球列島米国軍政府特別布告第7号「紙幣両替、外国貿易及び金銭取引」により、1946年4月15日からアメリカ軍が自らが発行するB型軍票、日本銀行券（新円）、新円と見なされる日本銀行券（旧円）の証紙貼付券の3種類を法定通貨とした。そのためこの時期の沖縄や奄美群島においては、これらの通貨が混合して流通していた。
これにより、同年4月15日から4月28日までの期間に台湾銀行券・朝鮮銀行券ならびに5円以上の日本銀行券（旧円）は回収されて1人当たり一定金額を上限にB型軍票に交換のうえ、上限超過分は強制預金させたうえで預金封鎖された。実質的に、本土において同年2月16日に実施された新円切替と類似した対応が行われたこととなる。新円ではなくB型軍票に交換された理由は、新円の日本銀行券（A号券）が本土地域でも供給不足状態であり、通貨交換での必要量を確保できなかったためとされる。日本円とB円の交換比率は1日本円 = 1B円とされた。
次いで、同年4月29日からは上記に加えて5円未満の日本銀行券（旧円）、補助貨幣（硬貨）の2種類も法定通貨に追加された。
これらの対応と共に賃金制度が復活し配給制度も有償化され、およそ1年振りに貨幣経済が再開した。

### 第二次通貨交換
1946年8月には、琉球列島米国軍政府特別布告第11号「通貨、両替、外国貿易及び金銭取引」により沖縄諸島に限って1946年8月5日から8月25日までの期間にB型軍票を回収し日本銀行券（新円）を流通させることとなった。これにより同年9月1日から法定通貨は日本円のみに改められた。B円と日本円の交換比率は1B円 = 1日本円であり、今回の通貨交換では預金封鎖等による交換額の上限は設定されなかった。
その他の地域（奄美群島、宮古列島、八重山列島）は当初この通貨交換の対象外とされ、引き続きB型軍票も併用されていた。同年9月15日以降は沖縄諸島以外の地域にも通貨交換の対象地域が拡大される予定であったが、依然として新円の日本銀行券の供給が不足していたために通貨交換は行われず、従前通り複数通貨が併用され続けた。
しかしながら地域により法定通貨が異なる状況は統治上不便であったため、約1年後の1947年8月1日に公布された琉球列島米国軍政府特別布告第21号「法定通貨」により、同日以降はB型軍票が法定通貨に再び追加され、地域毎に使用する通貨が異なる状況は解消された。
なお1947年7月以降、本土に居住していた沖縄出身の疎開者等の引揚げが開始されて大量の円通貨が持ち込まれたことや、この時期に日本本土において発生していた戦後の猛烈なインフレーションの影響を受け、沖縄でも急激にインフレーションが進むこととなった。

### 第三次通貨交換
アメリカ軍が沖縄の恒久的な統治を考えるようになると、1948年7月21日に公布された琉球列島米国軍政府特別布告第30号「標準通貨の確立」により同日以降日本円（旧円・新円）の流通は全面的に禁止され、B型軍票が流通する唯一の法定通貨となった。これにより本土復帰までの間、事実上日本本土の経済圏から切り離される形となった。これに先立ち同年5月には中央銀行としての機能と一般の商業銀行との機能を併せ持つ特殊銀行として琉球銀行が米国軍政府令に基づき設立されている。
この時は、琉球列島米国軍政府特別布告第29号「通貨の交換と新通貨の発行」により同年7月16日から7月20日にかけて日本円の通貨（紙幣・硬貨）とB型軍票を全量回収して現金保有高の証書を発行し、翌7月21日以降に改めてB型軍票を交付する形式で交換が行われた。このような複雑な手順が取られたのは、法定通貨の変更と同時に市中での通貨の流通量を確認することが目的であったためである。新通貨として引き続き従来と同一のB型軍票が使用されることが一般大衆に知られると、既にB型軍票を保有している場合に交換に応じない可能性があるため、新通貨の内容は伏せられたまま旧通貨の回収が行われており、今回に限り交換逃れに対しては罰則が科される措置までもが取られた。
B円だけを通貨として使用させることにより、琉球列島米国民政府は通貨の流通量を統制することができるようになり、インフレーションの進行は終息することとなった。
当初は1日本円 = 1B円 が公定レートだったが、1950年4月12日に3日本円 = 1B円（1アメリカドル = 120B円 = 360日本円）に改定されB円が廃止されるまでこのレートが使われた。このレート変更は物価の上昇を招き奄美群島の本土復帰運動を加速させる結果にもなった。当時の公定レートは1ドル=360円だったが、1ドル=120B円という日本円に比べ割高なレートがとられたのは、アメリカ軍が基地建設や駐留経費などを日本企業に支払う際に有利な条件にするためだったといわれている。なお当時の朝日新聞によれば、1953年12月25日において実際の通貨としての価値は1B円 = 1.8日本円程度だったという。
これにより日本本土から安価で資材を調達することができた代わりに、沖縄周辺の経済は空洞化して本土系企業の沖縄進出を遅らせる理由になり、後にこの地域の経済構造が極端に第三次産業に依存し、域外からの輸入に頼らざるを得ない状況となった一因ともされる。

### 第四次通貨交換
1958年8月23日、アメリカ高等弁務官はB型軍票をアメリカ合衆国ドルに切り替えると発表。同年9月15日に公布された米国民政府高等弁務官布令第14号「通貨」により、同年9月16日から20日にかけてアメリカドルへの通貨切り替えが行われて、B型軍票は廃止された。のちに高等弁務官布令第15号「通貨交換」および同第16号「通貨交換期間の延長」により交換期限が2度にわたり延長され、最終的に同年11月29日まで通貨交換が行われた。
これは沖縄の事実上の独自通貨であったB円に代わり、アメリカドルを法定通貨とする通貨代替（ドラリゼーション）を実施するもので、外国資本を積極的に呼び込み、雇用創出と新しい技術知識の導入を図ろうとする政策であった。B型軍票を軍票から通常の通貨に転換して沖縄独自の通貨とすることも検討されていたが、前述の理由や手続きの簡便性も考慮しアメリカドルをそのまま導入することとなった。しかしながら、外資導入は期待したほどには進まず、輸出拡大や輸入代替の効果もそれほど大きいものではなかった。それに加え、アメリカドルの発行権はアメリカ合衆国にあるために沖縄独自の通貨政策を取ることは困難となり、後にニクソン・ショックの影響を直接的に被る一因ともなった。
なお、1952年2月10日はトカラ列島が、1953年12月25日には奄美群島がそれぞれ本土復帰しており、アメリカドルの導入範囲は沖縄県域のみに限られる。

### 第五次通貨交換
1972年5月15日の沖縄県本土復帰に伴い法定通貨が日本円に復し、「沖縄の復帰に伴う特別措置に関する法律」の委任命令の規定（沖縄の復帰に伴う国税関係以外の大蔵省関係法令の適用の特別措置等に関する政令）に基づき、同日から5月20日にかけてアメリカドルから日本円への通貨切替が行われた。なお5月20日まではドルも併用が認められていた。交換用の日本円の紙幣・硬貨は海上自衛隊の輸送艦により本土から輸送され、同年5月2日から3日にかけて沖縄に搬入された。
1ドル = 305円とする交換が行われたが、前年の1971年8月27日に実施された変動為替相場制への移行にともないドル下落が発生し、この影響で保有する現金資産が目減りすることになる沖縄では1972年2月に通貨ストが発生するなど混乱がみられた為、琉球政府と日本政府により極秘に準備が行われ1971年10月9日実施の通貨確認の時点で個人が保有するドル現金および預金については本土復帰後に差額分（1ドルあたり55円）を日本政府が補償することで1ドル = 360円とされた。
様々な対策が取られたものの変動為替相場制への移行の影響に加えて法定通貨の変更に伴う便乗値上げが相次いだため、第五次通貨交換の前後には物価が高騰し生活必需品の買い占めが発生するなど、沖縄県内において経済的な混乱が発生することとなった。

### 変遷
下表は前述の法定通貨の変遷を表に纏めたものである。表中の○印は法定通貨として認められていたもの、△印は該当区分の通貨の一部種類が法定通貨として認められていたもの、▼印は法的には法定通貨ではないが一部地域で事実上の通貨として流通していたものを示す。
| 区分             | 交換期間                         | 流通期間                      | 日本円 （旧円） | 日本円 （新円） | B型軍票 （B円） | 米国ドル | 通貨交換比率                                  | 備考                                                       |
| ---------------- | -------------------------------- | ----------------------------- | --------------- | --------------- | --------------- | -------- | --------------------------------------------- | ---------------------------------------------------------- |
| 米軍占領開始以前 | -                                | 1945年春頃以前                | ○               | -               | -               | -        | -                                             |                                                            |
| 無通貨時代       | -                                | 1945年春頃 - 1946年4月15日    | ▼※1             | -               | -               | -        | -                                             | ※1：沖縄本島以外のみ日本円（旧円）、地域通貨等が一部で流通 |
| 第一次通貨交換   | 1946年4月15日 - 1946年4月28日    | 1946年4月15日 - 1946年4月28日 | △※2             | ○               | ○               | -        | 1日本円 = 1B円                                | ※2：証紙貼付券                                             |
| 第一次通貨交換   | -                                | 1946年4月29日 - 1946年8月31日 | △※3             | ○               | ○               | -        | -                                             | ※3：証紙貼付券、5円未満の日本銀行券（旧円）、補助貨幣      |
| 第二次通貨交換   | 1946年8月5日 - 1946年8月25日     | 1946年9月1日 - 1947年7月31日  | -               | ○               | ▼※4             | -        | 1B円 = 1日本円                                | ※4：沖縄諸島以外のみB型軍票（B円）が流通                   |
| 第二次通貨交換   | -                                | 1947年8月1日 - 1948年7月20日  | -               | ○               | ○               | -        | -                                             | [ 注 4 ]                                                   |
| 第三次通貨交換   | 1948年7月16日 - 1948年7月20日    | 1948年7月21日 - 1958年9月19日 | -               | -               | ○               | -        | 1日本円 = 1B円                                |                                                            |
| 第四次通貨交換   | 1958年9月16日 - 1958年11月29日※5 | 1958年9月16日 - 1972年5月20日 | -               | -               | -               | ○        | 120B円 = 1米ドル                              | ※5：当初は1958年9月20日までの予定だったが延長された        |
| 第五次通貨交換   | 1972年5月15日 - 1972年5月20日    | 1972年5月15日以降             | -               | ○               | -               | -        | 1米ドル = 305日本円 （1米ドル = 360日本円※6） | ※6：1971年10月9日時点の現金・預金保有確認分に限る          |

## 日本本土とB円
沖縄県、奄美群島、トカラ列島を除く本土地域でも、敗戦直後の1945年9月24日に大蔵省（現在の財務省）が連合国軍総司令部の要請（三布告）を受けて発行を承認し、占領軍によってB円も日本円と同じく正式な通貨とされ支払が開始された。法定通貨として日本円（日本銀行券、小額政府紙幣、補助貨幣、臨時補助貨幣）と等価交換が可能と定められ、日本銀行券などと同様の形式でB型軍票の様式も公示された。
しかし当時の日本は終戦直後の猛烈なインフレーションの昂進に悩まされている時期でもあり、万一占領軍が本土でB型軍票を濫発すればインフレーションを一層助長し戦後の日本経済の混乱が更に拡大する懸念が出て来たため、日本政府が占領経費を日本円で支弁することを交換条件として軍票支払の停止を要請し、占領軍に承認されたため出回った量は極めて少ない。1948年7月15日をもって本土ではB型軍票の流通は廃止されたが、ほとんど流通していなかったため混乱はなかった。同年8月末までの期間に日本銀行の窓口において日本円との交換が実施され、本土で回収されたB型軍票は沖縄で再利用された。
なお沖縄県、奄美群島、トカラ列島の他に、小笠原諸島も第二次世界大戦後長らくアメリカの施政権下に置かれていたが、こちらは1946年1月26日の日本の施政権停止から1968年6月26日の本土復帰までアメリカドルが直接導入されており、琉球列島米国軍政府・琉球列島米国民政府の統治地域とは異なる通貨制度が採られていた。

## A円
B円の他にA円（A型軍票）も存在しており、終戦まで日本円と等価の朝鮮銀行券が流通していた南朝鮮（現在の韓国）の法定通貨とされていたが、日本国内ではアメリカ軍基地間での決済のみで使用され外部への流出は禁止された。ただし一時的に八重山列島などで使用される等、多少は流出したものがあり現存している。アメリカ軍の軍票はこのほかドル建てのものも存在した。

## 歴史
- 1945年（昭和20年）6月11日 初めてB円が使用される[11]。レートは1ドル = 10B円[24]。
- 1945年（昭和20年）9月24日 大蔵省がB円の発行を承認[36]。この時点で1ドル = 15B円[24]。B型軍票が日本の法定通貨として通用し、日本円の紙幣・硬貨と等価と定められる[13]。あわせてB型軍票（千円券除く）の様式を官報にて告示[4]。
- 1946年（昭和21年）4月15日 - 28日 第一次通貨交換。日本円（旧円）を回収し、B円に交換[14]。B円・日本円（新円）・日本円（旧円）の証紙貼付券が米軍占領下の沖縄県・奄美群島（トカラ列島含む）の法定通貨となる[24]。
- 1946年（昭和21年）4月29日 米軍占領下の沖縄県・奄美群島（トカラ列島含む）の法定通貨に5円未満の日本銀行券（旧円）と補助貨幣が追加される[19]。
- 1946年（昭和21年）8月5日 - 25日 第二次通貨交換。B円を回収し、日本円（新円）に交換[24]。
- 1946年（昭和21年）9月1日 第二次通貨交換の実施を受け、米軍占領下の沖縄県・奄美群島（トカラ列島含む）の法定通貨は日本円（新円）のみとなる[25]。ただし実施は沖縄諸島のみ[24]。
- 1947年（昭和22年）3月 1ドル = 50B円[24]。
- 1947年（昭和22年）8月1日 新円紙幣の不足から米軍占領下の沖縄県・奄美群島（トカラ列島含む）の法定通貨にB円が再度追加される[24]。
- 1948年（昭和23年）7月15日 本土でのB型軍票通用停止[5]（ただし米軍占領下の沖縄県・奄美群島（トカラ列島含む）では引き続き流通）。同年8月31日まで、本土の日本銀行窓口においてB円から日本円への交換が行われる[5]。
- 1948年（昭和23年）7月16日 - 20日 第三次通貨交換。日本円、旧B円を回収して流通が禁じられ、翌7月21日から新B円[注 6]に交換される[19]。
- 1950年（昭和25年）4月12日 1ドル = 120B円 = 360日本円（1B円 = 3日本円）に改定[24]。以後、B円廃止までこのレートが使われる[24]。
- 1951年（昭和26年）12月24日 B型軍票のうち千円券を追加で発行[37]。
- 1952年（昭和27年）2月10日 トカラ列島本土復帰。
- 1952年（昭和27年）2月11日 - 18日 十島村域において、「鹿児島県大島郡十島村の区域に適用されるべき法令の暫定措置に関する政令」の委任命令の規定（鹿兒島県大島郡十島村に関する通貨、預金、債権等の管理の経過措置等に関する政令）により、本土復帰に伴うB円から日本円への交換が行われる（1B円 = 3日本円）。
- 1953年（昭和28年）12月25日 奄美群島本土復帰。
- 1953年（昭和28年）12月25日 - 29日 奄美群島地域において、「奄美群島の復帰に伴う法令の適用の暫定措置等に関する法律」の委任命令の規定（奄美群島の復帰に伴う通貨及び債権等の措置に関する政令）により、本土復帰に伴うB円から日本円への交換が行われる（1B円 = 3日本円）。
- 1958年（昭和33年）9月16日 - 20日 第四次通貨交換。B円が廃止されてアメリカ合衆国ドルが米軍占領下の沖縄県の法定通貨となり、120B円を1ドルとする交換が行われる[19]。2度にわたり交換期限が延長され、最終的に同年11月29日まで通貨交換を実施[10]。
- 1971年（昭和46年）8月27日 ニクソン・ショックにより変動相場制に移行[33]。
- 1971年（昭和46年）10月9日 ドル現金および預金保有額を確認する通貨確認を実施[33]。
- 1972年（昭和47年）5月15日 沖縄県本土復帰。
- 1972年（昭和47年）5月15日 - 20日 第五次通貨交換。本土復帰に伴い1ドルから305円とする交換が行われ、沖縄県の法定通貨が日本円に復する。ただし1971年10月9日実施の通貨確認の時点で個人が保有していたドル現金および預金については、差額分が補填され1ドルあたり360円とされた[注 10][19]。